# پارک ملی سینکو تره
پارک ملی سینکو تره (به ایتالیایی: Parco nazionale delle Cinque Terre) یک منطقه حفاظت‌شده و پارک ملی در ایتالیا است که در استان لا اسپتزیا واقع شده‌است.